# Susan Wojcicki
Pour les articles homonymes, voir Wojcicki.
Susan Wojcicki, née le 5 juillet 1968 à Santa Clara (Californie) et morte le 9 août 2024, est une dirigeante d'entreprise américaine.
Après avoir loué son « garage » aux cofondateurs de Google, elle est recrutée par l'entreprise en tant que directrice du marketing. Wojcicki est à l'origine du programme AdSense, participe au lancement de services comme Google Images et supervise l'acquisition de sociétés, dont YouTube et DoubleClick. Elle fait partie des proches conseillers de Larry Page et accède au poste de vice-présidente senior, chargée du secteur publicité de Google. Elle est directrice générale (CEO) de YouTube de 2014 à 2023.

## Biographie

### Jeunesse et formation
Susan Wojcicki étudie l'histoire et la littérature à l'université Harvard, d'où elle sort diplômée en 1990. Elle poursuit ses études à l'université de Californie à Santa Cruz, où elle obtient une maîtrise (Master's degree) en économie. Elle intègre ensuite la Anderson School of Management, l'école de commerce de UCLA, qui lui remet une maîtrise en administration des affaires (MBA) en 1998. Elle travaille pour MagicQuest, un éditeur de logiciels éducatifs. Ensuite, elle décide de faire carrière dans le milieu de la technologie.

### Google

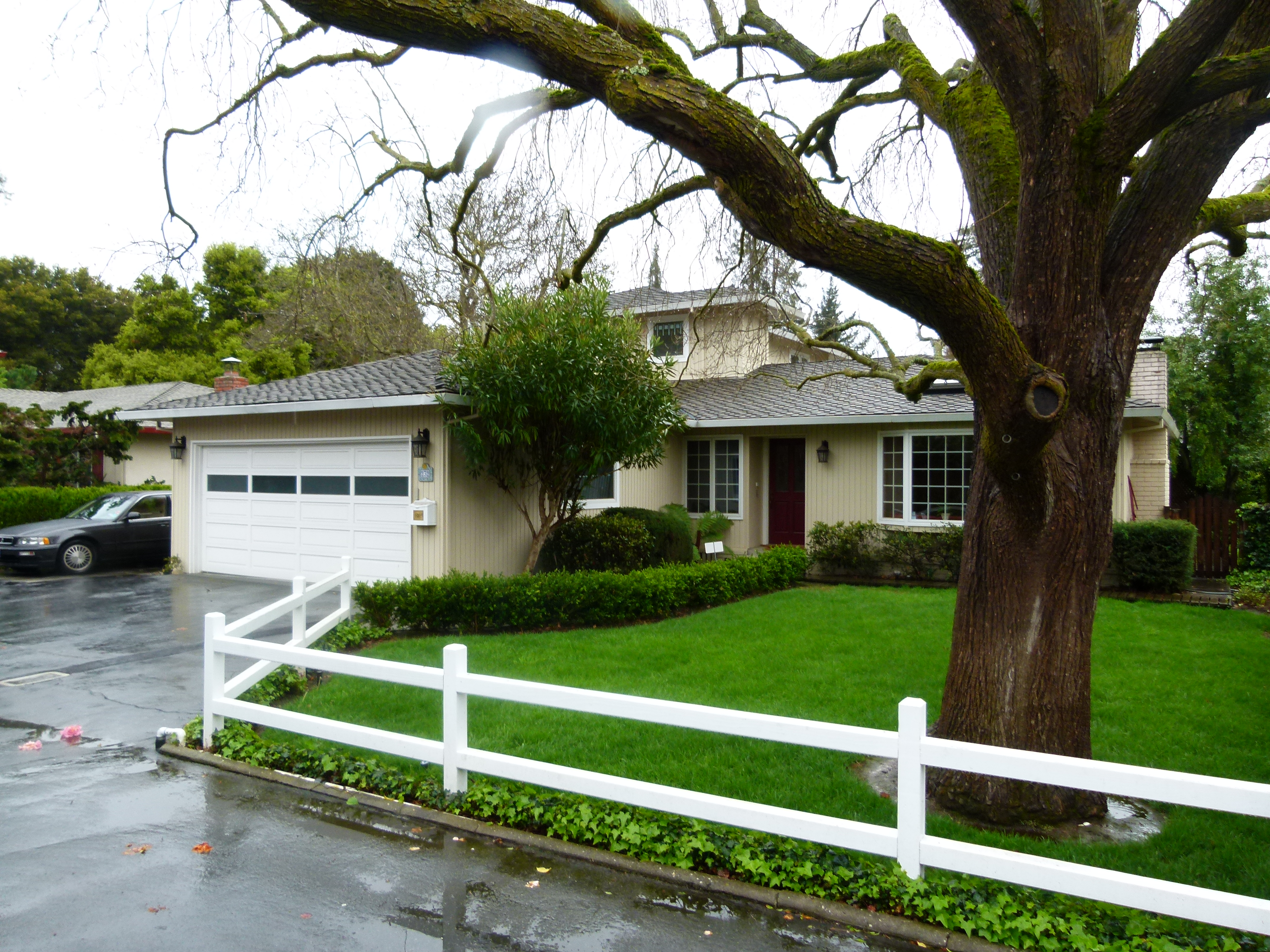
Vue de la maison de Menlo Park abritant le « garage Google ».

En septembre 1998, les fondateurs de Google louent la chambre d'amis et le garage d'une maison de Menlo Park lui appartenant afin d'y installer les locaux de l'entreprise qu'ils viennent de créer. Le « garage Google » sert de siège social à la firme durant quelques mois. Wojcicki, qui occupe un emploi subalterne chez Intel, est recrutée par Google en 1999. Elle fait partie des premiers salariés de la société et est nommée directrice du marketing (marketing manager). Afin d'accroître la notoriété du moteur de recherche Google, elle passe des accords de licence permettant aux entreprises et aux universités de l'intégrer sur leurs sites web,.
Wojcicki participe au lancement des services Google Images et Google Livres,. Elle est à l'origine du programme AdSense, lancé en 2003, qui permet à Google d'afficher des liens publicitaires sur les sites affiliés. En 2010, il représente la deuxième source de revenu de l'entreprise. En 2006, elle dirige le service Google Vidéos. Estimant qu'il ne peut refaire son retard sur le site d’hébergement de vidéos YouTube, elle propose à son conseil d'administration de racheter la start-up. Elle supervise également l'acquisition de la régie publicitaire DoubleClick.
Susan Wojcicki fait partie de la « L Team », regroupant les proches conseillers du CEO Larry Page,. Vice-présidente, chargée de la gestion de produits (vice president of product management), elle est promue en 2010 au rang de vice-présidente senior,. À partir d'avril 2011, elle dirige tout le secteur publicité de Google. En 2014, elle remplace Salar Kamangar à la tête de YouTube,. Le 16 février 2023, elle annonce son départ de YouTube. Elle est remplacée par Neal Mohan,.

### Reconnaissance
Google a décerné à Susan Wojcicki le Google Founders' Award, une prime récompensant les employés ayant travaillé sur des projets considérés comme importants par la firme. Elle est qualifiée d'« employée de Google la plus notable dont vous n'avez jamais entendu parler » (« most important Googler you've never heard of ») par le quotidien californien San Jose Mercury News. L'article, paru en 2011, la décrit comme une dirigeante discrète, disposée à partager le mérite avec ses équipes. Au cours des années 2010, son nom figure régulièrement dans les listes de dirigeants influents établies par des magazines comme Forbes, Fortune ou encore Adweek,. En 2015, elle figure à la neuvième place du classement des femmes les plus puissantes du monde selon Forbes, l'année suivante à la huitième, en 2017 à la sixième et en 2018 à la septième. En 2017, Time la décrit comme « la femme la plus puissante d’Internet ».

## Vie privée

### Famille
Le mari de Susan Wojcicki, Dennis Troper, est un cadre de Google. Ses parents, Esther et Stanley Wojcicki, d'origines russo-juive (Esther Wojcicki (en)) et américano-polonaise (Stanley Wojcicki (en)), sont enseignants. Ils s'établissent dans le comté de Santa Clara lorsque Stanley intègre comme professeur le département de physique de l'université Stanford. Elle est la sœur de la scientifique Anne Wojcicki, cofondatrice de la société de biotechnologie 23andMe, ex-épouse du cofondateur de Google Sergey Brin.
Elle est mère de cinq enfants.

### Décès
Elle décède le 9 août 2024 après avoir combattu un cancer du poumon pendant deux ans,.